# João Galamba
João Saldanha de Azevedo Galamba (ur. 4 sierpnia 1976 w Lizbonie) – portugalski polityk i ekonomista, deputowany, w latach 2018–2023 sekretarz stanu, w 2023 minister infrastruktury.

## Życiorys
W 2000 ukończył studia ekonomiczne na Universidade Nova de Lisboa, kształcił się również w London School of Economics. Pracował w bankowości, firmie konsultingowej i administracji. Zaangażował się w działalność polityczną w ramach Partii Socjalistycznej. W 2009 po raz pierwszy został wybrany do Zgromadzenia Republiki. Mandat poselski uzyskiwał następnie w kolejnych wyborach w 2011, 2015, 2019 i 2022.
W 2018 powołano go na sekretarza stanu do spraw energii, po wyborach z 2019 i sformowaniu nowego gabinetu pozostał na tym stanowisku. Po utworzeniu trzeciego rządu Antónia Costy w 2022 przeszedł na stanowisko sekretarza stanu do spraw środowiska i energii. W styczniu 2023 w tym samym gabinecie objął urząd ministra infrastruktury. Ustąpił z tej funkcji w listopadzie 2023 w związku z objęciem go postępowaniem karnym w sprawie o nadużycia.